# Hans von Hemmer
Hans Ritter von Hemmer  (München, 26. lipnja 1869. -  München, 15. prosinca 1931.) je bio njemački general i vojni zapovjednik. Tijekom Prvog svjetskog rata bio je načelnik stožera Južne i 19. armije na Istočnom i Zapadnom bojištu.

## Vojna karijera
Hans von Hemmer rođen je 26. lipnja 1869. u Münchenu. Sin je Antona Hemmera, inače pukovnika u bavarskoj vojsci, i Ide Weissmann. Nakon završetka gimnazije u Regensburgu, u kolovozu 1888. stupa u vojsku služeći u 11. pješačkoj pukovniji "von der Tann". Od veljače 1893. obnaša dužnost pobočnika bojne u 2. pješačkoj pukovniji "Kronprinz", nakon čega od lipnja 1896. pohađa Prusku vojnu akademiju. U ožujku 1897. promaknut je u čin poručnika, da bi od 1900. služio u Glavnom stožeru bavarske vojske u Münchenu. U Glavnom stožeru služi iduće dvije godine, do 1902., kada je imenovan pobočnikom u 3. kraljevskoj bavarskoj pješačkoj brigadi smještenoj u Augsburgu. U rujnu 1904. unaprijeđen je u čin satnika, nakon čega od 1907. zapovijeda satnijom u 8. pješačkoj pukovniji "Grossherzog Friedrich II. von Baden" koja je imala u sjedište u Metzu. Godine 1909. premješten je na službu u Glavni stožer u Berlinu, dok je iduće, 1910. godine, promaknut u čin bojnika. Od rujna 1912. služi u stožeru I. bavarskog korpusa kojim je zapovijedao Oskar von Xylander na kojoj dužnosti se nalazi i na početku Prvog svjetskog rata.

## Prvi svjetski rat
Na početku Prvog svjetskog rata I. bavarski korpus nalazio se u sastavu 6. armije kojom je na Zapadnom bojištu zapovijedao bavarski princ Rupprecht. Kao načelnik stožera I. bavarskog korpusa Hemmer sudjeluje u Bitci u Loreni, te nakon toga u borbama poznatim pod nazivom Trka k moru. U studenom 1914. promaknut je u čin potpukovnika, nakon čega je idućeg mjeseca, u prosincu, premješten u stožer novoformiranog II. bavarskog pričuvnog korpusa kojim je zapovijedao Felix von Bothmer, a u kojem obnaša dužnost načelnika stožera. Navedeni korpus nalazio se na Istočnom bojištu, te se Hemmer kao načelnik stožera istaknuo prilikom borbi kod Zwinina i na Strypi. Odlikovan je 9. travnja 1915. ordenom Maxa Josepha nakon čega je automatski dobio i plemićki naslov. 

Kada je Bothmer u srpnju 1915. imenovan zapovjednikom Južne armije, Hemmer je premješten u stožer navedene armije gdje postaje načelnikom stožera. I kao načelnik stožera Južne armije istaknuo se u organizaciji i planiranju operacija posebice u zaustavljanju Brusilovljeve ofenzive u ljeto 1916., te suzbijanju Kerenskijeve ofenzive u ljeto iduće 1917. godine, nakon čega je 25. kolovoza 1917. odlikovan ordenom Pour le Mérite. U prosincu te iste godine unaprijeđen je u čin pukovnika.
Nakon potpisivanja Brest-Litovskog mira i izlaska Rusije iz rata, Južna armija je rasformirana. Na osnovi njenih jedinica na Zapadnom bojištu formirana je 19. armija, te je zapovjednikom iste imenovan također Felix von Bothmer kojemu je načelnik stožera bio Hemmer. Dužnost načelnika stožera 19. armije Hemmer je obnašao do kraja rata.  

## Poslije rata
Nakon završetka rata Hemmer je u siječnju 1919. imenovan poslanikom u bavarskom Senatu. Nakon njegova raspuštanja, 1. listopada 1920. je umirovljen s počasnim činom general bojnika. Preminuo je 15. prosinca 1931. u 63. godini života, te je pokopan u Münchenu.

## Vanjske poveznice
(eng.) Hans von Hemmer na stranici Prussianmachine.com